# 陈嵩禄
陈嵩禄，浙江镇海人，中华人民共和国政治人物、外交官。
1984年，接替莫燕忠担任中华人民共和国驻菲律宾大使。1988年，由王英凡接任。